# Штраелен
Штраелен (њем. Straelen) град је у немачкој савезној држави Северна Рајна-Вестфалија. Једно је од 16 општинских средишта округа Клефе. Према процени из 2010. у граду је живело 15.655 становника. Поседује регионалну шифру (AGS) 5154052, NUTS (DEA1B) и LOCODE (DE SRN) код.

## Географски и демографски подаци
Штраелен се налази у савезној држави Северна Рајна-Вестфалија у округу Клефе. Град се налази на надморској висини од 35 метара. Површина општине износи 74,0 km². У самом граду је, према процени из 2010. живело 15.655 становника. Просечна густина становништва износи 211 становника/km².

## Међународна сарадња
Удружење Немачких градова (нем. Deutscher Städtetag – die Stimme der Städte) је глас градова и локалних власти који не припадају округу, као и већина градова и места унутар округа. Као заједница солидарности градова представља идеју локалне самоуправе Савезној Влади Немачке, Савезним државама, Европској унији, владиним и невладиним организацијама цивилног друштва.
| Мјесто  | Држава    | Врста сарадње | Од    |
| ------- | --------- | ------------- | ----- |
| Стшелин | Пољска    | партнерство   | 2005. |
| Бајон   | Француска | партнерство   | 1963. |
| Извор   |           |               |       |